# كأس اليونان 1960–61
كأس اليونان 1960–61 (باليونانية: Κύπελλο Ελλάδος ποδοσφαίρου ανδρών 1960-61)‏ هو الموسم 19 من كأس اليونان. أشرف على تنظيمه الاتحاد الإغريقي لكرة القدم، وفاز فيه نادي أولمبياكوس.